# وزن الويلتر
وزن الويلتر هو إحدى فئات الوزن في الرياضات القتالية. وفي الأصل، كان يُستخدم مصطلح «وزن الويلتر» في الملاكمة فقط، ولكن تستخدمه الرياضات القتالية الأخرى أيضًا، مثل الكيك بوكسينغ والتايكوندو وفنون القتال المختلطة في نظام فئات الوزن الخاصة بها. وفي معظم الرياضات التي تستخدم وزن الويلتر، يكون أثقل من الوزن الخفيف، ولكن أخف من الوزن المتوسط.

## الملاكمة

### ملاكمة المحترفين
يبلغ وزن الملاكم في وزن الويلتر أكثر من 140 رطل (64 كـغ)، ولكن لا يزيد عن 147 رطل (67 كـغ).
وحقق هنري أرمسترونج (Henry Armstrong) الرقم القياسي في هذه الفئة في معظم مباريات الدفاع عن اللقب في سن الثامنة عشر. وكان فيلكس ترينيداد (Felix Trinidad) البطل الذي احتفظ باللقب لأطول مدة؛ حيث احتفظ بلقب الاتحاد الدولي للملاكمة (IBF) لمدة ست سنوات وثمانية أشهر وأربعة عشر يومًا. ويعد شوجار راي روبنسون (Sugar Ray Robinson) عمومًا أعظم لاعب في فئة وزن الويلتر في كل الأزمان.

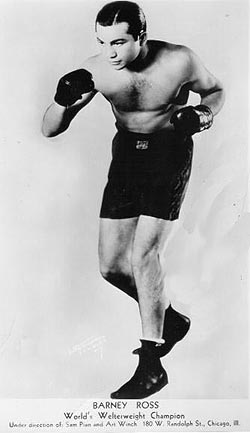
بارني روس

يوجد العديد من الملاكمين المشهورين الذين لعبوا في فئة وزن الويلتر، من بينهم بارني روس (Barney Ross) وجاكي فيلدز (Jackie Fields) وجوهر أبو لاشين (Johar Abu Lashin) وتيد "كيد" لويس (Ted "Kid" Lewis) وجيمي ماكلارنين (Jimmy McLarnin) وجاك بريتون (Jack Britton) وهنري أرمسترونج وفريتزي زيفيك (Fritzie Zivic) وشوجار راي روبنسون وكيد جافيلان (Kid Gavilan) وكارمن باسيليو (Carmen Basilio) وإميل جريفيث (Emile Griffith) وخوسيه نابوليس (José Nápoles) وشوجار راي ليونارد (Sugar Ray Leonard) وتوماس هيرنس (Thomas Hearns) وروبرتو دوران (Roberto Durán) وخوليو سيزار تشافيز (Julio César Chávez) وبرنل ويتيكر (Pernell Whitaker) وفيلكس ترينيداد (Félix Trinidad) وأوسكار دو لا هويا (Oscar De La Hoya) وآيك كوارتي (Ike Quartey) وشين موسلي (Shane Mosley) وفيرنون فوريست (Vernon Forrest) وزاب جودا (Zab Judah) وفلويد مايويذر جونيور (Floyd Mayweather Jr.) وريكي هاتون (Ricky Hatton) ومايكي وارد (Micky Ward) وأرتورو غاتي (Arturo Gatti) وميغيل كوتو (Miguel Cotto) وفيكتور أورتيز (Victor Ortiz) وماني باكياو (Manny Pacquiao) وأمير خان (Amir Khan).

### الأبطال الأولمبيون
- 1904 -  ألبرت يونغ (ملاكم) (الولايات المتحدة)
- 1920 -  بيرت شنايدر (ملاكم) (كندا)
- 1924 -  جان ديلارج (بلجيكا)
- 1928 -  Ted Morgan (نيوزيلندا)
- 1932 -  إدوارد فلين (الولايات المتحدة)
- 1936 -  ستين سوفيو (فنلندا)
- 1948 -  Július Torma (تشيكوسلوفاكيا)
- 1952 -  زيغمونت شيخوا (بولندا)
- 1956 -  نيكولاي لينكا (رومانيا)
- 1960 -  نينو بنفينوتي (إيطاليا)
- 1964 -  ماريان كاسبرزيك (بولندا)
- 1968 -  مانفريد وولكي (ألمانيا الشرقية)
- 1972 -  إميليو كوريا (كوبا)
- 1976 -  يوخن باتشفيلد (ألمانيا الشرقية)
- 1980 -  أندريه ألداما (كوبا)
- 1984 -  مارك برلاند (الولايات المتحدة)
- 1988 -  روبرت وانغيلا (كينيا)
- 1992 -  مايكل كاروث (جزيرة أيرلندا)
- 1996 -  أوليغ سايتوف (روسيا)
- 2000 -  أوليغ سايتوف (روسيا)
- 2004 -  بختيار أرتاييف (كازاخستان)
- 2008 -  بخيت سارسيكبايف (كازاخستان)
- 2012 -  سريك سابييف (كازاخستان)

### أبطال الكومنولث
- 2010 –  باتريك جالاغر (Patrick Gallagher) (فريق أيرلندا الشمالية (NIR))

### أبطال ملاكمة المحترفين
- 2015 –  محمد ربيعي (Mohammed Rabii) (فريق المغرب (MAR))

### الأبطال الحاليون
| جهة التصديق                   | حاز على اللقب في | البطل                           | الرقم القياسي            | الدفاعات |
| ----------------------------- | ---------------- | ------------------------------- | ------------------------ | -------- |
| رابطة الملاكمة العالمية (WBA) | 29 أبريل 2012    | بول ماليجناجي (Paul Malignaggi) | 31-4 (7 ضربات قاضية)     | 0        |
| مجلس الملاكمة العالمي (WBC)   | 17 سبتمبر 2011   | فلويد مايويذر جونيور            | 43-0 (26 ضربة قاضية)     | 0        |
| الاتحاد الدولي للملاكمة (IBF) | 9 يونيو 2012     | راندال بايلي (Randall Bailey)   | 43-7-0-1 (37 ضربة قاضية) | 0        |
| منظمة الملاكمة العالمية (WBO) | 9 يونيو 2012     | تيموثي برادلي (Timothy Bradley) | 29-0-0-1 (12 ضربة قاضية) | 0        |

- قائمة أبطال الملاكمة في وزن الويلتر

## الكيك بوكسينغ
يختلف نظام فئة الوزن في كل منظمة عن الأخرى. ومن ثم، فإن فئات أوزان رياضة الكيك بوكسينغ تتباين في بعض المنظمات الدولية:
- الاتحاد الدولي للكيك بوكسينغ (IKF) وزن الويلتر (المحترفون والهواة) 142.1 رطلاً. - 147 رطلاً (64.6 كجم - 66.8 كجم).

حددت *الجمعية العالمية للكيك بوكسينغ (WKA) من 140 - 147 رطلاً (63.5 - 67 كجم) لوزن الويلتر.
وضعت *الرابطة الدولية لرياضة الكاراتيه (ISKA) من 142.1 حتى 147 رطلاً (64.6 - 66.8 كجم) لوزن الويلتر.

## الموياي تاي (الملاكمة التايلاندية)
قامت رياضة الموياي تاي بتثبيت فئات الأوزان مثل رياضة الملاكمة. ووفقًا للمجلس الدولي للملاكمة التايلاندية (WMC)، فإن وزن الويلتر لهذه الرياضة يتراوح بين 140 رطلاً (63.5 كجم) و147 رطلاً (66.6 كجم). وقام الاتحاد العالمي للملاكمة التايلاندية (WMF)، وهو المنظمة الرسمية للهواة بتثبيت الأوزان من 63.5 إلى 67 كجم للبالغين. وفئة الأوزان للمبتدئين هي نفس فئة الأوزان للبالغين.
- الاتحاد الدولي للكيك بوكسينغ (IKF) وزن الويلتر للملاكمة التايلاندية (المحترفون والهواة) 142.1 رطلاً. - 147 رطلاً (64.59 كجم - 66.8 كجم).

## الشوت بوكسينغ
تحدد القواعد الرسمية لرياضة الشوت بوكسينغ أوزان الويلتر على أنها بين 65 و67 كجم (143.3 إلى 147.7 رطلاً).

## فنون القتال المختلطة
- الاتحاد الدولي للرياضات القتالية (ISCF): وزن الويلتر: 155.1 إلى 170 رطلاً / 70.45.1 كجم - 77.27 كجم

## التايكوندو
في رياضة التايكوندو الأولمبية، يتراوح وزن الويلتر بين 74 و80 كجم. وتتراوح فئات الوزن للألعاب الأولمبية بين 68 و80 كجم.

## كمال الأجسام
وفقًا للجمعية الوطنية لكمال الأجسام، يبلغ وزن الويلتر في كمال الأجسام ما يزيد عن 154.25 رطلاً ولا يزيد عن 165.25 رطلاً.